# Francis N'Ganga
Francis N'Ganga (Poitiers, 16 de junho de 1985) é um futebolista franco-congolense.

## Carreira
Francis N'Ganga representou o elenco da Seleção Congolesa de Futebol no Campeonato Africano das Nações de 2015.